# 搥弦
捶弦（Hammer-on）是一种常用的彈撥樂器演奏技巧，与勾弦相对应。
使用按弦手（通常是左手）的手指直接用力捶击琴弦，从而发出声音的技巧。
如果配合勾弦，反复快速的进行勾击弦，就能产生颤音。
吉他演奏单独应用捶弦的话，通常是由一个基音加上一个二度音或三度音进行搭配。